# Polia kala
Polia kala là một loài bướm đêm trong họ Noctuidae.